# Psammopsyllus limnicola
Psammopsyllus limnicola är en kräftdjursart som beskrevs av Claude Chappuis 1954. Psammopsyllus limnicola ingår i släktet Psammopsyllus och familjen Cylindropsyllidae. Inga underarter finns listade i Catalogue of Life.